# SheBelieves Cup 2021
La SheBelieves Cup 2021 è stata la sesta edizione della SheBelieves Cup, torneo a invito riservato a nazionali di calcio femminile, disputato negli Stati Uniti d'America dal 18 al 24 febbraio 2021. Il torneo è stato vinto dagli Stati Uniti che se lo aggiudica per la quarta volta nella sua storia sportiva.
L'edizione ripropose la formula a quattro squadre della precedente, con le nazionali di Argentina e Canada all'esordio, il ritorno del Brasile, alla sua seconda partecipazione dopo l'edizione 2019, e Stati Uniti con sei presenze, ovvero tutte le edizioni disputate, e con gli Stati Uniti a vantare il maggior quantitativo di vittorie, tre, nel torneo, nelle edizioni 2016, 2018 e 2020.

## Formato
Le quattro squadre invitate disputano un solo girone all'italiana, dove vengono concessi tre punti per la vittoria, uno per il pareggio e zero per la sconfitta. In caso di parità di punti, vengono considerati gli scontri diretti, la differenza reti e i gol fatti.

## Stadio
| Exploria Stadium |
| Capacità: 25 500 |
|                  |
| Orlando          |

## Nazionali partecipanti
| Squadra     | FIFA/Coca-Cola Women's World Ranking (18 dicembre 2020). |
| ----------- | -------------------------------------------------------- |
| Stati Uniti | 1                                                        |
| Brasile     | 8                                                        |
| Canada      | 8                                                        |
| Argentina   | 31                                                       |

## Classifica
| Pos. | Squadra     | Pt | G | V | N | P | GF | GS | DR  |
| ---- | ----------- | -- | - | - | - | - | -- | -- | --- |
| 1.   | Stati Uniti | 9  | 3 | 3 | 0 | 0 | 9  | 0  | +9  |
| 2.   | Brasile     | 6  | 3 | 2 | 0 | 1 | 6  | 3  | +3  |
| 3.   | Canada      | 3  | 3 | 1 | 0 | 2 | 1  | 3  | -2  |
| 4.   | Argentina   | 0  | 3 | 0 | 0 | 3 | 1  | 11 | -10 |

| Arbitro: | Katja Koroleva |

|                                                    |           |                 |
| Marta 30’ (rig.) Debinha 47’ Adriana 54’ Geyse 84’ | Marcatori | 60’ Larroquette |

| Arbitro: | Francia González |

|             |           |  |
| Lavelle 79’ | Marcatori |  |

| Arbitro: | Melissa Borjas |

|                       |           |  |
| Press 11’ Rapinoe 88’ | Marcatori |  |

| Arbitro: | Tori Penso |

|  |           |                   |
|  | Marcatori | 90+2’ Stratigakis |

| Arbitro: | Danielle Chesky |

|  |           |                               |
|  | Marcatori | 15’ Debinha 39’ Julia Bianchi |

| Arbitro: | Marianela Araya Cruz |

|                                                           |           |  |
| Rapinoe 16’, 26’ Lloyd 35’ Mewis 41’ Morgan 84’ Press 88’ | Marcatori |  |

## Statistiche

### Classifica marcatrici
3 reti
- Megan Rapinoe

2 reti
- Debinha
- Christen Press

1 rete
- Mariana Larroquette
- Adriana
- Geyse
- Julia Bianchi
- Marta
- Sarah Stratigakis
- Rose Lavelle
- Carli Lloyd
- Kristie Mewis
- Alex Morgan